# Jacks Softball Torino
La Jacks Softball Torino è la squadra di softball dell'Asd Jacks B.S., una società sportiva di Torino.

## Storia
Nata nel 1969, la società è affiliata alla FIBS (Federazione Italiana Baseball Softball).
• 2014: l'Asd Jacks Torino, dopo vent'anni di attività nel baseball, iscrive una squadra di softball al campionato di serie B. La rosa delle giocatrici è formata da alcune ex atlete del Torino Junior Softball ed altre “master” che nel 2013, proprio nel capoluogo torinese vincono la medaglia d’oro ai World Masters Games;
• 2016: la squadra di softball vince il campionato di serie B ed ottiene la promozione in serie A2, superando ai play off le formazioni dell’Aquila Bronte (CT) e dell’ABC Massa;
• 2017: la squadra apre una raccolta fondi in “crowdfunding” sul portale EPPELA. Grazie ai proventi di tale iniziativa la squadra si iscrive al campionato di serie A2. L’Asd Jacks Torino è inserita nel girone Piemonte/Liguria/Lombardia, si classifica al secondo posto e da “matricola” a pari merito con altra squadra, a causa di una peggiore classifica avulsa (TQB), sfiora l’accesso ai play off per la promozione in serie A1;
• 2018: la squadra arriva la 3º posto del girone A della regular season e conferma la permanenza in serie A2;
• 2019: la squadra arriva la 3º posto del girone A della regular season e conferma la permanenza in serie A2;
• 2019: la rosa delle giocatrici master (over 35) insieme ad alcune giocatrici del Friuli, della Liguria, della Sicilia e della Toscana vincono la medaglia d’oro agli European Masters Games disputato a Torino;
• 2019: la rosa delle giocatrici master (over 35) insieme ad alcune giocatrici del Friuli, della Liguria, della Sicilia e della Toscana vincono la medaglia d’oro agli European Masters Cup disputata a Sant Boi de Llobregat (Spagna);

## Posizionamenti in campionato
- 2016 1º posto serie B
- 2017 3º posto serie A2 regular season
- 2018 3º posto serie A2 regular season
- 2019 3º posto serie A2 regular season

## Palmarès
prima squadra

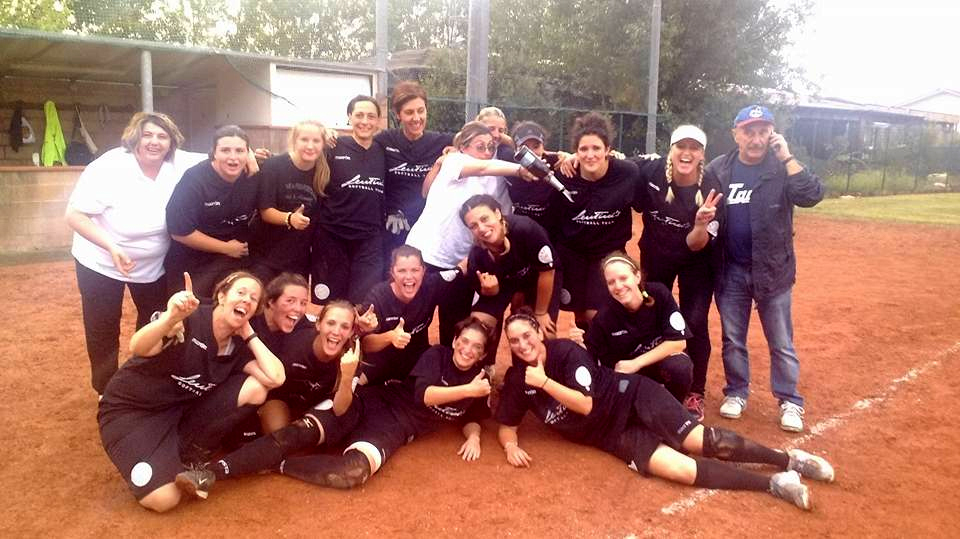
Le Jacks Torino vincono il campionato di serie B

• 2016 Vittoria dei Play-off di serie B
• 2018 3º posto 24^ Coppa della Prealpi & Memorial Dusi
squadra masters
• 2019 Medaglia d'Oro agli European Masters Cup di Sant Boi de Llobregat (Spagna)
• 2019 Medaglia d'Oro agli European Masters Games di Torino
• 2013 Medaglia d'Oro ai World Masters Games di Torino

## Palmares individuali
• 2019 La manager Maristella Perizzolo è medaglia d'argento all'Europeo in Croazia come coach dell'Italia U16 softball
• 2019 Eleonora Meano (2004) con Rappresentativa Piemonte è medaglia d'argento "Torneo delle Regioni" disputato nelle Marche
• 2019 Fabrizio Cina manager della Rappresentativa Piemonte è medaglia d'argento "Torneo delle Regioni" disputato nelle Marche
• 2019 La manager Maristella Perizzolo è stata eletta nella CON3 FIBS "Coach dell'Anno per il softball"
• 2019 La manager Maristella Perizzolo è medaglia di bronzo all'Europeo in Rep. Ceca come coach dell'Italia U16 softball

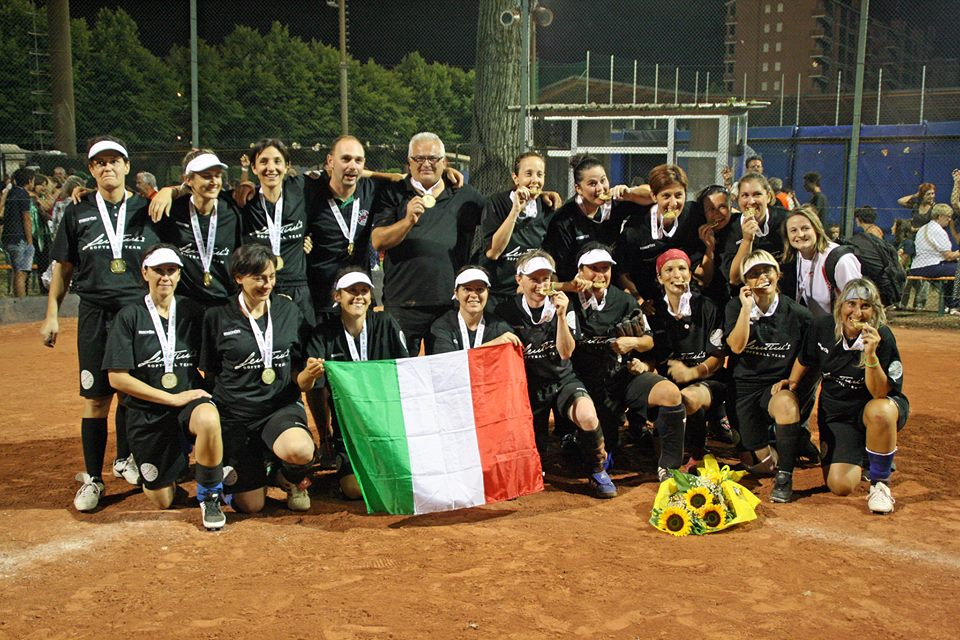
Le Zie vincono i World Masters Games 2013

## Incarichi Federali
• 2017-2019 Maristella Perizzolo è coach dell'Italia U16 softball
• 2019 Fabrizio Cina è manager della Rappresentativa Piemonte Junior League di softball
• 2019 Samanta Valsania è coach della Rappresentativa Piemonte Junior League di softball
• 2019 Roberto Selvaggi è dirigente della Rappresentativa Piemonte Junior League di softball
• 2018-19 Isabella Dalbesio è consigliere regionale FIBS Piemonte

## Sponsor

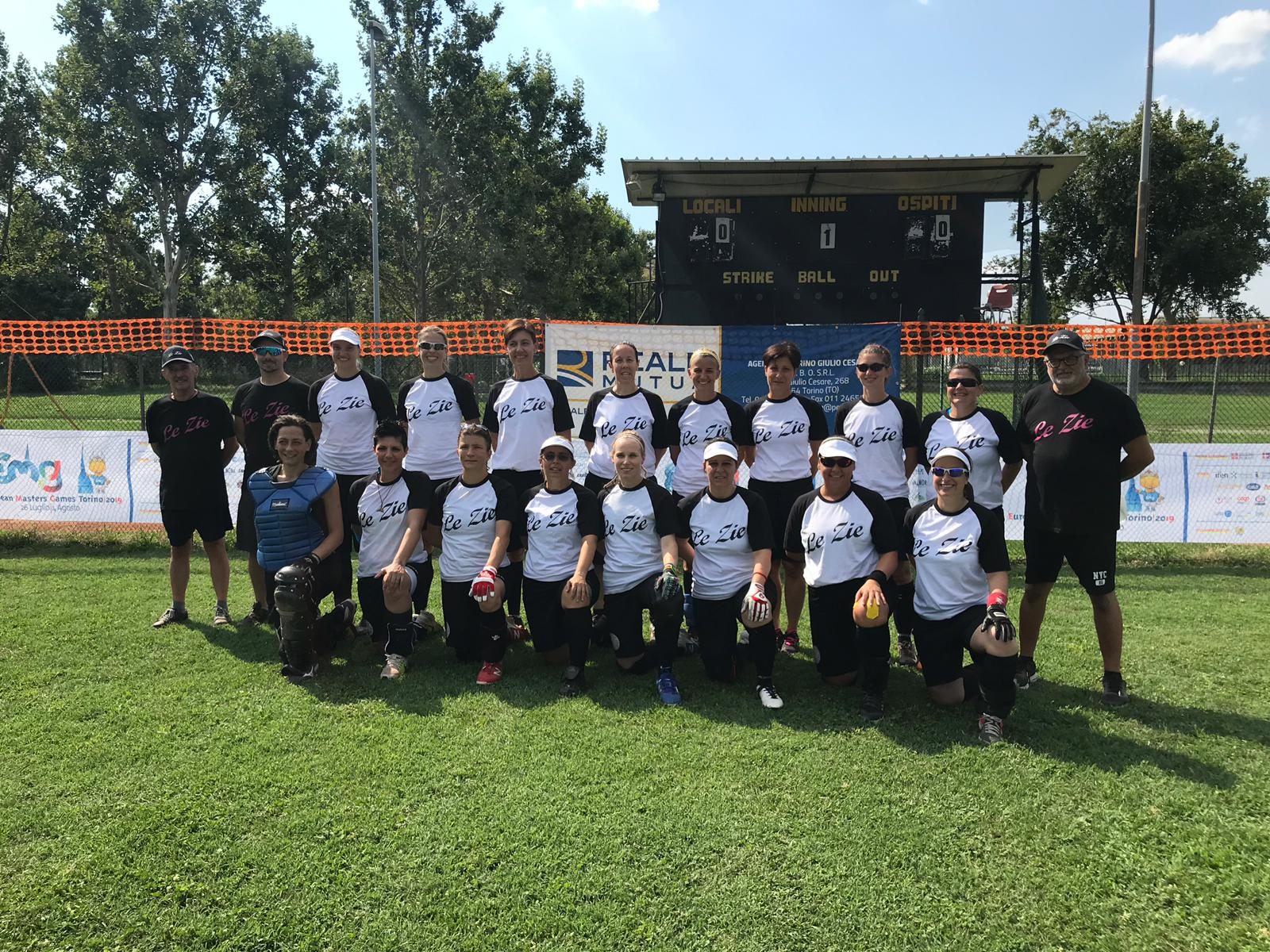
Le Zie vincono gli European Master Games 2019

• 2018-2019 la compagnia di assicurazioni Reale Mutua è title sponsor della squadra